# Shelley Levinson
Shelley Levinson (* 13. Juli 1943) ist eine US-amerikanische Filmregisseurin und -produzentin, die 1982 für ihren Kurzfilm Violet mit einem Oscar ausgezeichnet wurde.

## Leben
Levinson besuchte 1978 das Center for Advanced Studies Film, American Film Institute, ein AFI Private Conservatory, eine der besten Filmhochschulen der Welt, laut Hollywood Reporter die Nummer 1.
Gleich ihr erster Film Violet, bei dem Levinson Regie führte und als Produzentin auftrat, wurde auf der Oscarverleihung 1982 mit einem  Oscar in der Kategorie „Bester Kurzfilm“ ausgezeichnet, den sie zusammen mit Paul Kemp erhielt. Didi Conn ist in der Hauptrolle der Violet zu sehen, die durch einen Unfall in ihrer Teenagerzeit mit einer  entstellenden Narbe im Gesicht leben muss, von einem Prediger Hilfe erwartet, jedoch erkennen muss, dass nur sie selbst sich helfen kann. 
Im Jahr 1985 führte Levison Regie bei einer Folge der Geschichten aus der Schattenwelt und drehte im Jahr darauf das Kurzfilmdrama Sex Education mit Libby Aubrey und Chris Mulkey. Daran schloss sich die Regie für zwei Folgen der Fernsehserie Twilight Zone an sowie 1989 die Regie für eine Folge der Fernsehserie Falcon Crest, in der Jane Wyman die Weingutbesitzerin Angela Gioberti Channing verkörpert. 

## Filmografie
- 1981: Violet (Kurzfilm, Regie und Produktion)
- 1985: Geschichten aus der Schattenwelt – Djinn, No Chaser (Tales from the Darkside, Fernsehserie)
- 1986 Sex Education (Kurzfilm)
- 1985, 1987: Twilight Zone (The Twilight Zone, Fernsehserie, 2 Folgen)
- 1987: L.A. Law – Staranwälte, Tricks, Prozesse (L.A. Law, Fernsehserie)
- 1989: Falcon Crest – And Baby Makes Three (Fernsehserie)

## Auszeichnung
- 1982: Oscar-Gewinnerin mit Violet